# ファウンデーション (小説)
『ファウンデーション』（Foundation）は、アイザック・アシモフの小説。また、その作中の組織ないし国家の名称。
1942年から雑誌に発表された一群の連作を、1951年に第1シリーズとして本作にまとめた。以後のシリーズとともにアシモフの代表作となる。1巻から3巻までは特に3部作と呼ばれる。本項では、3部作の第1巻について述べる。第2巻以降は、それぞれファウンデーション対帝国、第二ファウンデーションを参照されたい。

## 概要
5篇の作品からなる。うち4篇が1942年と1944年の『アスタウンディング・サイエンスフィクション』誌に掲載されたもので、後にノウム・プレス社より単行本として出版される際、物語の始めに「心理歴史学者」が追加された。
1万2千年続いた銀河帝国の衰退期に、失われゆく科学技術（特に原子力文明をその中核においている）を保存するため銀河百科辞典 (Encyclopedia Galactica) を編纂するという名目で、ファウンデーションが銀河系辺縁部の惑星ターミナス（テルミナス）に「科学的避難所」として設立された。後に、衰退する銀河帝国に代わり第二銀河帝国を成立させる核となるという、隠された真の目的が明らかになる。ファウンデーションとは、銀河百科辞典を編纂するための集団、百科辞典財団の事であり、後に惑星ターミナスを首都惑星とする国家の通称としても使われるようになる。
ファウンデーションは、心理歴史学において設定されている、一定の期間を経て襲いかかる危機、いわゆるセルダン危機を乗り切ることで実力を付け、勢力を伸ばすことになるが、その都度未来の選択肢の幅が狭まっても行く。こうしてファウンデーションに一定の道筋をたどらせることが、いわゆるセルダン計画である。なお、ターミナスにおかれたこのファウンデーションを、もうひとつのファウンデーションと区別するときには第一ファウンデーションと呼ぶ。
もうひとつの第二ファウンデーションは「銀河系の反対側の端」、そして「星界の果て」に建設されることが明かされるが、第一巻においては、その場所や目的は不明なままである。

## 収録作品
| 章題                                     | 初出時題名                        | 初出                                  |
| ---------------------------------------- | --------------------------------- | ------------------------------------- |
| 第1部・心理歴史学者 The Psychohistorians |                                   | 書き下ろし                            |
| 第2部・百科辞典編纂者 The Encyclopedists | ファウンデーション Foundation     | 『アスタウンディング』誌 1942年5月号  |
| 第3部・市長 The Mayors                   | 手綱と鞍 Bridle and Saddle        | 『アスタウンディング』誌 1942年6月号  |
| 第4部・貿易商人 The Traders              | くさび The Wedge                  | 『アスタウンディング』誌 1944年10月号 |
| 第5部・豪商 The Merchant Princes         | 巨人と小人 The Big and the Little | 『アスタウンディング』誌 1944年8月号  |

## あらすじ

### 第1部・心理歴史学者
数学者ハリ・セルダンは、膨大な集団の行動を予測する心理歴史学を作りあげ発展させることで、銀河帝国が近いうちに崩壊することを証明する。セルダンは、帝国崩壊後に3万年続くはずの暗黒時代を、あらゆる知識を保存することで千年に縮めようとし、知識の集大成となる銀河百科辞典 (Encyclopedia Galactica) を編纂するグループ「ファウンデーション」をつくったが、帝国崩壊を公言し平和を乱したという罪で裁判にかけられ、グループは銀河系辺縁部にある資源の乏しい無人惑星ターミナスへ追放されることになった。しかし、この追放劇すらもセルダンの計画に予定されていた事柄であった。計画通りに第1ファウンデーションが設立されることを知り、病で死期を悟っていたセルダンは、己の仕事が終わったことを確信する。

### 第2部・百科辞典編纂者
50年後、惑星ターミナス近隣のアナクレオン星区が帝国からの独立を宣言し、ターミナスの併合に動き出す。ファウンデーションの自治が危うくなったその時、時間霊廟内にセルダンのホログラフ動画が出現する。ホログラフの彼はその場に詰めかけた理事会の面々やハーディン市長に向かって、銀河の反対の端（星界の果て）にあるもう一つのファウンデーションの存在と、銀河百科辞典の編纂が欺瞞であり、ファウンデーションが百科事典とは全く異なる真の目的を持つことを語りだした。これと同時に惑星ターミナスの主権が百科辞典第一委員会から市長の手に移る無血クーデターが成功。ハーディンは策略を用いてアナクレオンの侵攻を阻止する。

### 第3部・市長
最初の危機を乗り切ったファウンデーションは、自らが保持し、周辺諸国が維持できずに失った高度な科学力を周辺国に提供し、同時にその科学力を「銀河聖霊」という疑似宗教の儀式とご利益に偽装して人々の信仰心を集めることで、周辺星域を実質的に支配していた。その信仰心を利用して、ハーディンはアナクレオンの第二の挑戦をも阻止する。

### 第4部・貿易商人
徐々に勢力を伸ばしていたファウンデーションだったが、周辺諸国の王たちから見れば、ファウンデーションの科学力を受け入れることすなわちファウンデーションの擬似宗教支配に屈することでもあってとうてい受け入れられず、科学力と疑似宗教力を組み合わせた拡大策も限界に達した。その頃から次第に擬似宗教抜きでファウンデーションの科学の成果たるオーバーテクノロジーな商品を売る貿易商人たちが勢力を伸ばして行く。その貿易商人たちの一人リマー・ポニェッツは、擬似宗教ごと科学とその産物を拒否するアスコーン国に囚われたファウンデーションの工作員ゴロヴを救出する任務と、アスコーンで一商売して自分の営業ノルマを達成しなければならないという難問に直面する。アスコーンに関しては、ポニェッツの計略で小口の貿易から始め、結果としてファウンデーションの宗教を受け入れるまでに至らせることとなるが、却ってこれが周辺星域の、まだファウンデーションの商業（宗教）圏に属さない国々の反感を招く結果となる。

### 第5部・豪商
そんな中、弱小国だったはずのコレル共和国内にてファウンデーションの原子力宇宙船が行方不明になる事件が続き、貿易商人のホバー・マロウが偵察に送り込まれる。原子力に対抗しうるのは原子力だけであるため、当初コレル共和国へ原子力機器を提供しているのは、ファウンデーション内部の裏切りによるものと考えられていた。しかしマロウの調査により、コレルは既に過去の物と思われていた銀河帝国の技術力と兵器を供与されていたことが判明する。さらなる調査の結果、コレルが手に入れた兵器は銀河帝国辺境のシウェナの総督が独断で供与したもので、銀河帝国そのものはコレルとは無関係であること、そしていまやファウンデーションの科学技術は退化しつつある帝国のそれさえもを超えたことを知る。帰国したマロウは貿易商人たちの力を削ごうとするファウンデーション上層部の陰謀をも廃し、コレル共和国との独占貿易で得た莫大な富で豪商となり、その富を利用して政界・財界・宗教界すべての独裁権力を得る。そしてマロウはこれまでの疑似宗教による支配から経済力による支配へとファウンデーションの方向を転換、コレル共和国に対しても経済封鎖を（というより技術封鎖を）行うことで戦いに勝利する。すべての科学技術をファウンデーションから買うことで維持していたコレル共和国は、自力のみでは日常生活レベルの科学技術さえ維持できなくなって無条件降伏したのだった。
しかし、マロウは擬似宗教支配が潰えたように、いずれは経済支配も潰えるだろうと、すなわち豪商の天下もいずれは終わるだろうと予測していた。

## 登場人物

### 心理歴史学者
ハリ・セルダン心理歴史学者。トランター大学教授。心理歴史学を創立し、銀河帝国の崩壊を予言、2つのファウンデーションを設立する。後の3部作では主にファウンデーションの危機の前後にホログラフとして登場する。
ガール・ドーニック数学者、心理歴史学についても詳しい。セルダンに呼ばれてトランターに赴く。セルダンに直接接し「セルダン伝」を執筆する。
リンジ・チェン公安委員会委員長（銀河帝国の実質的支配者）。秘密聴聞会でセルダンにターミナスへの追放か死かを選択させる。

### 百科辞典編纂者
サルヴァー・ハーディンターミナス市初代市長（32歳）。創立50年後に無血クーデターを起こして理事会から実権を奪い、最初のセルダン危機を周辺国の力の均衡を利用し乗り切る。
ルイス・ピレンヌ博士銀河百科辞典第一委員会理事長。学者であり、帝国の威光と保護を信じている。ターミナス（ファウンデーション）を単なる銀河百科辞典を発行するための学術研究機関と思いこんで、独立国家としての存続を無視している。最初のセルダン危機が起きるまでの首長。
ヨハン・リーハーディンの友人で片腕とたのむ人物（34歳）。
ジョード・ファラ銀河百科辞典委員会理事会所属。時折核心に触れる発言をする。
アンセルム・オー・ロドリック帝国から独立した周辺の四王国のうち最強のアナクレオン王国からの特別使節、ブルーマの副太守。ターミナスを属国化しようと遠まわしに脅迫する。
ドーウィン卿銀河帝国からの使節。帝国大蔵大臣。ロドリックとは対照的に上品な人物で、趣味で人類起源問題を研究しているが、他人の論文を読んで批評するだけで自ら手を汚して発掘調査しようとはしない。うわべだけで無気力で無力な帝国を象徴する人物。
ボー・アルーリン（アルリン）昔ターミナスにいた唯一の一流心理歴史学者。ハーディンとファラのセリフ中にのみ登場。
ミューラー・ホルク論理学部の記号論理学者。ドーウィン卿がターミナス滞在中の発言の全てを記号論理学的に分析し、何一つ意味のある発言をしていなかったこと、即ち帝国がターミナスを護るべく何らかの行動を保障することもなくアナクレオン王国と帝国の間に束縛関係も存在しないこと、つまりターミナスが帝国から切り捨てられたことを確認した報告を提出する。

### 市長
サルヴァー・ハーディンターミナス市初代市長（62歳）。最初の危機から30年後、アナクレオン王国の宣戦布告という2度目の危機を若手議員の反乱を押さえこみ、疑似宗教的な支配を利用しアナクレオン王国を無害な状態にして乗り切った。市長室の壁に座右の銘「暴力は無能力者の最後の隠れ家である」を掲げている。
セフ・サーマックハーディンの若き政敵の市会議員（34歳）。
ヨハン・リーハーディンの友人で片腕とたのむ人物（64歳）。
レオポルド王16歳で成人式寸前のアナクレオン王国の王。
ウェニスレオポルド王の叔父でアナクレオン王国の摂政。自分の子どもが王になるように画策している。ファウンデーションに敵意を抱く。新しい銀河帝国の創造を目指している。自身はターミナスが送り込んでいた疑似宗教については信じていなかったが、レオポルド王や軍や国民の大多数が信仰に帰依していたため、ターミナスへの宣戦布告と武力占領の計画は頓挫する。
レフキン公ウェニスの子ども、ウェニス号艦長の提督。
ポリー・ヴェリソフファウンデーションの人間。アナクレオン大使兼祭司長。
テオ・アボラットアナクレオンの高位聖職者で祭司長、艦隊旗艦ウェニス号（旧帝国の巡洋戦艦をファウンデーションが修理してアナクレオンに進呈した）の首席従軍司祭。ファウンデーションに帰依している。宣戦布告と共にターミナス攻撃の命を受けたウェニス号の原子力機関を停止させ「銀河聖霊の怒り」であると、戦争を仕掛けたウェニスに対し反乱を起こさせた。

### 貿易商人
リマー・ポニェッツ貿易商人。アスコーン国の参議ファールを罠にかけて大儲けする。
エスケル・ゴロヴファウンデーションのエージェント。アスコーンに潜入するが、捕らえられる。
ファールアスコーン国の若い参議。ポニェッツが売り込んだ「金属を黄金に変える機械」により大量の黄金を入手する。

### 豪商
ホバー・マロウ貿易商人。ターミナス市長兼祭司長となって、疑似宗教による支配が効かなくなったことによるセルダン危機を経済的支配によって乗り切る。
ジョレイン・サット市長秘書で真の実力者。マロウをコレル共和国に送り込むが、後に実権をマロウに奪われる。
ジェイム・トゥワー老商人。マロウと共にコレル共和国に赴く。
アンカー・ジェイルマロウの友人で片腕とたのむ人物。
アスパー・アーゴコレル共和国主席で実質的な独裁者。マロウと貿易を交わした後ファウンデーションと戦争を行う。
オナム・バー帝国本土から派遣された総督が専横を極めている惑星シウェナで隠遁していた地元の没落貴族。マロウの訪問を受け、銀河帝国の現状の説明と助言をする。

## 用語解説
心理歴史学
心理歴史学を参照のこと。
セルダン計画
セルダンが心理歴史学により証明した、銀河帝国の滅亡に続く文明退化の暗黒時代を最短で終わらせるべく定められた計画。第一ファウンデーションがこの計画に沿って発展することで、のちの第二銀河帝国となることが予定されている。計画の詳細については心理歴史学の限界もあって明らかにされてはいないが、計画そのものが存在するということは第一ファウンデーションでは広く知られている。
セルダン危機
セルダン計画において、節目の都度に発生する出来事。発生する際には内的要因と外的要因の双方から危機が訪れ、最適な解を選択して危機を免れることで、セルダン計画が次の段階へ進むこととなる。このため、正しい選択をするたびに、次回の選択の幅は狭められていくこととなる。

## 書誌情報
- 『銀河帝国の興亡1 -風雲編』、厚木淳訳、創元SF文庫、1968年3月、ISBN 4-488-60401-3
- 『銀河帝国衰亡史』、中上守訳、ハヤカワ・SF・シリーズ3176、1968年3月
- 『銀河帝国興亡史(1) ファウンデーション』[2]、岡部宏之訳、ハヤカワ文庫SF555、1984年4月、ISBN 4-15-010555-3
- 漫画版 作画:卯月、作画:久間月慧太郎、出版:サイドランチ
  - 『銀河帝国興亡史1 ファウンデーション』 2013年9月 ISBN 978-4990256623
  - 『銀河帝国興亡史2 ファウンデーション』 2015年2月 ISBN 978-4990256647